# Tarlac (miasto)

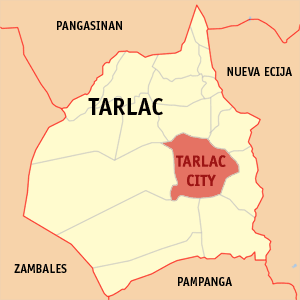
Tarlac

Tarlac – miasto na Filipinach w regionie Luzon Środkowy, na wyspie Luzon. W 2010 roku liczyło 245 388 mieszkańców.
Zostało założone w 1686 roku. Na początku XX wieku, rozpoczął się jego szybki rozwój. Jest centralnym ośrodkiem przemysłowym i naukowym. Znajduje się tutaj politechnika, węzeł kolejowy i drogowy, zakłady spożywcze. W okolicach uprawia się trzcinę cukrową i ryż.